# Geul van de Walvischstaart
De Geul van de Walvischstaart is een betonde vaargeul voor de kust van Walcheren in de provincie Zeeland. De fysieke betonning is alleen met de rode boeien (bakboordzijde vaarwater), de groene boeien zijn virtueel. De Geul van de Walvischstaart loopt vanaf het ankergebied Wielingen Noord naast de vaargeul Wielingen, naar een punt ongeveer 7¼ zeemijl (ongeveer 13½ km) naar het noordwesten. De Deurloo komt ongeveer 1 zeemijl eerder samen met de Geul van de Walvischstaart.
Het water is zeewater en heeft een getij.
De vaargeulen Deurloo, Geul van de Rassen, Spleet, Geul van de Walvischstaart zijn te gebruiken door schepen tot en met  CEMT-klasse Va.
De Geul van de Walvischstaart valt binnen het Natura 2000-gebieden Westerschelde en Saeftinge en de Vlakte van de Raan.